# NGC 4172
NGC 4172 ist eine Galaxie vom Hubble-Typ S? im Sternbild Großer Bär am Nordsternhimmel. Sie ist schätzungsweise 418 Millionen Lichtjahre von der Milchstraße entfernt.
Das Objekt wurde am 14. April 1789 von Wilhelm Herschel entdeckt.